# The Girl in Number 29
The Girl in Number 29 és una pel·lícula muda en blanc i negre nord-americana estrenada el 17 de maig de 1920 dirigida per John Ford i protagonitzada per Frank Mayo, Elinor Fair i Claire Anderson. Està basada en la novel·la The Girl in the Mirror (1919) d'Elizabeth Jordan. Es tracta de la segona pel·lícula no ambientada en el far-west del director. Es considera una pel·lícula perduda.

## Argument
Després que la seva darrera obra sigui un èxit, el jove dramaturg Laurie Devon se sent buit, com si no pogués treballar més. Alarmats i disgustats, els seus amics fan tot el possible perquè torni a treballar, però ell es nega. Una tarda, mentre mira al mirall, Laurie veu darrera la finestra una bella noia a l'apartament d'enfront, que es col·loca un revòlver al cap. Surt ràpidament de casa seva casa i aconsegueix impedir que premi el gallet. La noia és Doris Williams i li explica que es troba en una situació desesperada a causa d'un home anomenat Shaw però no pot explicar res més.
Segueix a Shaw però el tanquen en un soterrani. Poc després, Shaw i els seus sequaços la segresten i l'amaguen en una mansió de Long Island. Laurie aconsegueix localitzar-la i lluita contra els segrestadors. Durant la persecució dispara amb el revòlver i Shaw cau desplomat. Quan arriba a casa, confessa a la seva germana i amics que ha assassinat una persona, però s'assabenta que tot l'incident era un truc per restablir el seu interès per la vida. Li expliquen que, de fet, el revòlver era el que la noia tenia per suïcidar-se i estava carregat amb bales de fogueig i en aquell moment entra l'home que ell creia mort. El complot és un èxit i Laurie escriu un altre obra en la qual la seva nova esposa Doris és l'actriu protagonista.

## Repartiment
- Frank Mayo (Laurie Devon)
- Elinor Fair (Barbara Devon)
- Claire Anderson (Doris Williams
- Robert Bolder (Jacob Epstein)
- Ruth Royce (Billie)
- Ray Ripley (Ransome Shaw)
- Bull Montana (Abdullah l'estrangulador)
- Arthur Hoyt (ajuda de cambra)
- Harry Hilliard (Rodney Bangs)